# Пшемислав Франковський
Пшемислав Франковський (пол. Przemysław Frankowski, нар. 12 квітня 1995, Гданськ) — польський футболіст, півзахисник клубу «Галатасарай» та національної збірної Польщі. 
Виступав, зокрема, за клуби «Лехія» (Гданськ), «Ягеллонія» та «Ланс», а також молодіжну збірну Польщі.

## Клубна кар'єра
Народився 12 квітня 1995 року в місті Гданськ. Свій футбольний шлях розпочав у клубі «Лехія» (Гданськ), де виступав у юніорських та молодіжних командах. У другій частині сезону 2010/11 років був включений до заявки команди для участі в молодіжній Екстраклясі. Роком пізніше потрапив до складу третьолігової резервної команди клубу, в складі якої дебютував 6 жовтня 2012 року і нічийному (2:2) поєдинк чемпіонату проти «Погоні II» (Щецин).
Наприкінці жовтня 2012 року Франковський почав залучатися до матчів Екстракляси, а напередодні матчу чемпіонату з «Подбескідзе» був переведений до першої команди з ініціативи тодішнього головного тренера команди Богуслава Качмарека. 14 квітня 2013 року, через два дні після свого 18-річчя, Пржемислав дебютував у футболці «Лехії». Сталося це в програному (2:3) поєдинку національного чемпіонату проти «Ягеллонії» (Білосток), в якому він на 76-ій хвилині замінив Адама Дуду. 27 квітня під час матчу проти «Подбескідзе» він вийшов на поле в 58-ій хвилинах, а через 19 хвилин дебютним голом у складі клубу, котрий водночас став 150-им з часу повернення «Лехії» до найвищого футбольного дивізіону польського чемпіонату. Під час голосування серед уболівальників на офіційному сайті клубу він також був обраний найкращим гравцем матчу. Після завершення поєдинку проти «Гурника» (Забже) він знову переміг в аналогічному опитуванні.
18 червня Франковський підписав 3-річний контракт з «Лехією». Напередодні початку сезону 2013/14 років вирішив змінити свій ігровий номер, після чого став виступати з 10-кою на спині. 24 вересня 2013 року на 57-ій хвилині матчу поєдинку з краківською «Віслою», він отримав червону картку за фол на Вільде-Дональді Гер'є. 

### «Ягеллонія» (Білосток)
1 серпня 2014 року приєднався до «Ягеллонія». В цей же день дебютував в матчі проти «Краковії», замінивши на 65-й хвилині Матеуша П'ятковського. Свій перший м'яч у складі «Ягеллонії» Франковський забив 13 грудня 2014 року в матчі проти «Гурника».
У кубкових матчах під егідою УЄФА дебютував 9 липня 2015 року в переможному (8:0) для «Ягеллонії» поєдинку проти «Круої», замінивши на 62-ій хвилині Пйотра Гржальчака. У тому матчі відзначився хет-триком, забивши м'ячі на 64, 75 та 80-их хвилинах. Захищав кольори «Ягеллонії» й у поєдинку проти «Омонії» (Нікосія).
Станом на 9 листопада 2017 відіграв за команду з Білостока 104 матчі в національному чемпіонаті. 

## Виступи за збірні
Зіграв 1 поєдинок у футболці юнацької збірної Польщі U-16. На початку травня 2013 року Франковський отримав виклик до юнацької збірної Польщі U-18. Дебютував в її складі 8 травня в товариському поєдинку проти однолітків з Білорусі.
В липні 2013 року Пржемислав вперше отримав виклик до збірної U-19. У рамках збору він зіграв у двох товариських матчах проти однолітків з Грузії. У першому матчі він вийшов на поле на початку другої половини, змінивши Адріана Черпку, у другому поєдинку він вийшов на поле в стартовому складі, а на 65-ій хвилині Франковського замінив Матеуша Зебровського. А вже в вересні він зіграв усі 90 хвилин у товариському поєдинку проти Словаччини.
За збірну Польщі U-20 дебютував 4 вересня 2014 року в матчі проти збірної Швейцарії. В цілому, за збірну U-20 років зіграв п'ять матчів і забив два м'ячі.
У 2015 році він був викликаний представляти молодіжну збірну Польщу, в складі якої він виступав на молодіжному Чемпіонаті Європи в Польщі. У склад цієї збірної дебютував 8 вересня 2015 року в товариському матчі проти молодіжної збірної Швеції. У футболці польської молодіжки зіграв 3 матчі, але голами в ним не відзначався.

## Статистика виступів

### Клубна
(станом на 4 червня 2017 року)
| Клуб                      | Сезон             | Ліга              | Ліга  | Ліга | Кубок Польщі | Кубок Польщі | Європа | Європа | Загалом | Загалом |
| Клуб                      | Сезон             | Ліга              | Матчі | Голи | Матчі        | Голи         | Матчі  | Голи   | Матчі   | Голи    |
| ------------------------- | ----------------- | ----------------- | ----- | ---- | ------------ | ------------ | ------ | ------ | ------- | ------- |
| Лехія II (Гданськ)        | 2011/12           | III ліга          | 2     | 0    | 0            | 0            | –      | –      | 2       | 0       |
| Лехія II (Гданськ)        | 2012/13           | III ліга          | 8     | 1    |              | 0            | –      | –      | 8       | 1       |
| Лехія II (Гданськ)        | 2013/14           | III ліга          | 1     | 0    | 0            | 0            | –      | –      | 1       | 0       |
| «Лехія» (Гданськ)         | 2012/13           | Екстракляса       | 8     | 1    | 0            | 0            | –      | –      | 8       | 1       |
| «Лехія» (Гданськ)         | 2013/14           | Екстракляса       | 33    | 1    | 3            | 1            | –      | –      | 36      | 2       |
| «Ягеллонія II» (Білосток) | 2014/15           | III ліга          | 1     | 0    | 0            | 0            | –      | –      | 1       | 0       |
| «Ягеллонія II» (Білосток) | 2015/16           | III ліга          | 1     | 2    | 0            | 0            | –      | –      | 1       | 2       |
| «Ягеллонія» (Білосток)    | 2014/15           | Екстракляса       | 28    | 3    | 2            | 0            | –      | –      | 30      | 3       |
| «Ягеллонія» (Білосток)    | 2015/16           | Екстракляса       | 31    | 6    | 2            | 1            | 3      | 3      | 36      | 10      |
| «Ягеллонія» (Білосток)    | 2016/17           | Екстракляса       | 35    | 8    | 1            | 0            | –      | –      | 36      | 8       |
| «Ягеллонія» (Білосток)    | 2017/18           | Екстракляса       | 31    | 4    | 0            | 0            | –      | –      | 31      | 4       |
| Загалом у кар'єрі         | Загалом у кар'єрі | Загалом у кар'єрі | 179   | 26   | 8            | 2            | 3      | 3      | 190     | 31      |

### Статистика виступів за збірну
Станом на 4 грудня 2022
| Дата       | Місто            | Господарі          | Результат | Гості              | Турнір                               | Голи | Примітки |
| ---------- | ---------------- | ------------------ | --------- | ------------------ | ------------------------------------ | ---- | -------- |
| 23-3-2018  | Вроцлав          | Польща             | 0 – 1     | Нігерія            | товариський матч                     | -    | 86'      |
| 11-9-2018  | Вроцлав          | Польща             | 1 – 1     | Ірландія           | товариський матч                     | -    | 81'      |
| 15-11-2018 | Гданськ          | Польща             | 0 – 1     | Чехія              | товариський матч                     | -    | 63'      |
| 20-11-2018 | Гімарайнш        | Португалія         | 1 – 1     | Польща             | Ліга націй УЄФА 2018-2019 - 1-й етап | -    | 78'      |
| 21-3-2019  | Відень           | Австрія            | 0 – 1     | Польща             | Відбір до ЧЄ 2020                    | -    | 46'      |
| 24-3-2019  | Варшава          | Польща             | 2 – 0     | Латвія             | Відбір до ЧЄ 2020                    | -    | 83'      |
| 7-6-2019   | Скоп'є           | Північна Македонія | 0 – 1     | Польща             | Відбір до ЧЄ 2020                    | -    | 46'      |
| 10-10-2019 | Рига             | Латвія             | 0 – 3     | Польща             | Відбір до ЧЄ 2020                    | -    | 77'      |
| 13-10-2019 | Варшава          | Польща             | 2 – 0     | Північна Македонія | Відбір до ЧЄ 2020                    | 1    | 73'      |
| 16-11-2019 | Єрусалим         | Ізраїль            | 1 – 2     | Польща             | Відбір до ЧЄ 2020                    | -    |          |
| 1-6-2021   | Іновроцлав       | Польща             | 1 – 1     | Росія              | товариський матч                     | -    | 80'      |
| 8-6-2021   | Познань          | Польща             | 2 – 2     | Ісландія           | товариський матч                     | -    | 64'      |
| 14-6-2021  | Санкт-Петербург  | Польща             | 1 – 2     | Словаччина         | ЧЄ 2020 - груповий етап              | -    | 74'      |
| 19-6-2021  | Севілья          | Іспанія            | 1 – 1     | Польща             | ЧЄ 2020 - груповий етап              | -    | 68'      |
| 23-6-2021  | Санкт-Петербург  | Швеція             | 3 – 2     | Польща             | ЧЄ 2020 - груповий етап              | -    | 46'      |
| 2-9-2021   | Варшава          | Польща             | 4 – 1     | Албанія            | Відбір до ЧС 2022                    | -    | 61'      |
| 5-9-2021   | Серравалле       | Сан-Марино         | 1 – 7     | Польща             | Відбір до ЧС 2022                    | -    | 79'      |
| 8-9-2021   | Варшава          | Польща             | 1 – 1     | Англія             | Відбір до ЧС 2022                    | -    | 80'      |
| 9-10-2021  | Варшава          | Польща             | 5 – 0     | Сан-Марино         | Відбір до ЧС 2022                    | -    | 65'      |
| 12-10-2021 | Тирана           | Албанія            | 0 – 1     | Польща             | Відбір до ЧС 2022                    | -    | 71'      |
| 12-11-2021 | Андорра-ла-Велья | Андорра            | 1 – 4     | Польща             | Відбір до ЧС 2022                    | -    | 63'      |
| 15-11-2021 | Варшава          | Польща             | 1 – 2     | Угорщина           | Відбір до ЧС 2022                    | -    | 65'      |
| 11-6-2022  | Роттердам        | Нідерланди         | 2 – 2     | Польща             | Ліга націй УЄФА 2022-2023 - 1-й етап | -    | 84'      |
| 14-6-2022  | Варшава          | Польща             | 0 – 1     | Бельгія            | Ліга націй УЄФА 2022-2023 - 1-й етап | -    | 57'      |
| 22-9-2022  | Варшава          | Польща             | 0 – 2     | Нідерланди         | Ліга націй УЄФА 2022-2023 - 1-й етап | -    | 79'      |
| 16-11-2022 | Варшава          | Польща             | 1 – 0     | Чилі               | товариський матч                     | -    | 67'      |
| 22-11-2022 | Доха             | Мексика            | 0 – 0     | Польща             | ЧС 2022 - груповий етап              | -    | 72' 76'  |
| 26-11-2022 | Ер-Раян          | Польща             | 2 – 0     | Саудівська Аравія  | ЧС 2022 - груповий етап              | -    |          |
| 30-11-2022 | Доха             | Польща             | 0 – 2     | Аргентина          | ЧС 2022 - груповий етап              | -    | 46'      |
| 4-12-2022  | Доха             | Франція            | 3 – 1     | Польща             | ЧС 2022 - 1/8 фіналу                 | -    | 87'      |
| Усього     |                  | Матчів             | 30        |                    | Голів                                | 1    |          |

## Досягнення

### Клубні
«Ягеллонія» (Білосток)
- Екстракляса
  -  Срібний призер (2): 2016/17, 2017/18

«Галатасарай»
- Кубок Туреччини
  -  Володар (1): 2024/25
- Суперліга
  -  Чемпіон (1): 2024/25